# Jean III de Courtejoye
Jean III de Courtejoye, né vers 1532 et mort le 12 juillet 1585, est un seigneur de Grâce-Berleur.

## Biographie
Jean III de Courtejoye est le fils de Marie de Langdris et de Valentin de Courtejoye, il prend possession de la seigneurie de Grâce-Berleur le 6 août 1555 le lendemain de l'accord concernant le litige qui l'opposait à sa tante Jeanne de Fraipont qui, sans doute instiguée par ses enfants, fait mettre sous séquestre, au début du mois de septembre la même année, les chars et les harnais de la ferme seigneuriale. Le 28 du même mois, un cri du perron relate que, nuitamment, des inconnus ont pénétré dans les étables du seigneur et y ont volé quatre-vingt bêtes à laine. L'enquête aboutit le 25 octobre 1555 à l'inculpation de Jeanne de Fraipont, de ses deux filles, Marie et Agnès et de l'un de ses fils. La querelle s’aggrave et ses adversaires vont jusqu'à menacer de tuer le bétail, d'incendier la maison et de tuer le seigneur lui-même. L'enquête établit de nouveau la culpabilité de Jeanne et de son fils André le 2 octobre 1557. Jean III de Courtejoye fait donc embanner tous les biens qu'il possède à Grâce aux dates suivantes : 10 septembre 1555, 18 avril 1558, 28 février 1560 et 13 mars 1566.
Il avait épousé par traité de mariage le 2 juin 1551 Marie de Marbais, fille de Christophe de Marbais et de Marie Goblet.
On peut estimer sa date de naissance en 1532 car il fut cité comme témoin dans un procès en 1572, il est dit alors âgé de 40 ans.
Il eut trois enfants : Marie, qui se maria avec Baudouin Morlet; Marguerite et Jean.
Son testament, daté du 4 août 1583 et enregistré après sa mort, le 12 juillet 1585, fait paraître d'autres biens appartenant au défunt; tels que : 340 bonniers de bois à Dave, une maison et une forge à Couvin, des biens à Flawinne… Il fut inhumé avec sa femme selon leur testament : dans l'église de Grâce et « sans pompe ni vaine gloire ».